# جولی اسکینر
جولی اسکینر (انگلیسی: Julie Skinner؛ زادهٔ ۲۳ آوریل ۱۹۶۸) از برندگان مدال‌های بازی‌های المپیک زمستانی و ورزشکار کرلینگ اهل کانادا است.